# Zovencedo
Zovencedo is een gemeente in de Italiaanse provincie Vicenza (regio Veneto) en telt 863 inwoners (31-12-2004). De oppervlakte bedraagt 9,1 km², de bevolkingsdichtheid is 95 inwoners per km².
De volgende frazioni maken deel uit van de gemeente: San Gottardo.

## Demografie
Zovencedo telt ongeveer 325 huishoudens. Het aantal inwoners steeg in de periode 1991-2001 met 19,1% volgens cijfers uit de tienjaarlijkse volkstellingen van ISTAT.
| Jaar | Inwoneraantal |
| ---- | ------------- |
| 1991 | 727           |
| 2001 | 866           |

## Geografie
Zovencedo grenst aan de volgende gemeenten: Arcugnano, Barbarano Vicentino, Brendola, Grancona, Villaga.